# Хато (Тексас)
Хато (енгл. Hutto) град је у америчкој савезној држави Тексас. По попису становништва из 2010. у њему је живело 14.698 становника.

## Демографија
Према попису становништва из 2010. у граду је живело 14.698 становника, што је 13.448 (1076%) становника више него 2000. године.
| Група             | 2000.       | 2010.         |
| Белци             | 837 (67,0%) | 7.553 (51,4%) |
| Афроамериканци    | 67 (5,4%)   | 2.108 (14,3%) |
| Азијати           | 3 (0,2%)    | 202 (1,4%)    |
| Хиспаноамериканци | 334 (26,7%) | 4.534 (30,8%) |
| Укупно            | 1.250       | 14.698        |